# 리얼 탈출 게임 밀실 미소녀
리얼 탈출 게임 밀실 미소녀는 2013년 7월 20일에서 9월 28일까지 도쿄의 토요일 24:50 - 25:15 시간에 방송된 일본 텔레비전 드라마. " 리얼 탈출 게임 "으로 TBS에서 비정기적으로 방송되고있는 「리얼 탈출 게임 TV '에 이어 드라마화된다. 최종화는 30 분 확대된 24:50 - 25:45에 방송된다.